# Congreso Internacional de Numismática
El Congreso Internacional de Numismática (CIN) (en inglés : International Numismatic Congress, INC) es el encuentro internacional más importante de la comunidad numismática mundial. Cada seis años se celebra siempre organizado por el Consejo Numismático Internacional.
Su primera edición tuvo lugar en Bruselas en 1891, organizada por la Real Sociedad Numismática de Bélgica. En el sexto congreso (Roma, 1961) se estableció una periodicidad de seis años, con la única alteración del celebrado en Londres en 1986, siete años después del anterior y sólo cinco años antes del siguiente.
En la séptima edición del CIN, celebrada en Copenhague en 1967, dentro del marco de este encuentro científico, se publica una nueva edición de la serie Survey of Numismatic Research, una publicación donde acreditados numismáticos internacionales, especialistas en diversas áreas, realizan una revisión crítica de la bibliografía del sector aparecida desde la anterior edición del Congreso.

## Congresos
A continuación se enumeran por orden cronológico los 15 congresos celebrados hasta 2015, así como la previsión para los dos próximos. La fecha y lugar de celebración se indican en cada caso: 
- 1.º CIN (1891): Bruselas, 5 al 8 de julio.[4]
- 2º CIN (1900): París, 14 al 16 de junio.[5][6]
- 3º CIN (1910): Bruselas, 25 al 29 de junio.
- 4º CIN (1936): Londres, 30 de junio al 3 de julio.[7][8]
- 5º CIN (1953): París, 6 al 11 de julio.
- 6° CIN (1961): Roma, 11 al 16 de septiembre.[9]
- 7° CIN (1967): Copenhague, 28 de agosto al 2 de septiembre.
- 8° CIN (1973): Nueva York y Washington, 10 al 16 de septiembre.
- 9° CIN (1979): Berna, 10 al 15 de septiembre.
- 10° CIN (1986): Londres, 8 al 12 de septiembre.
- 11° CIN (1991): Bruselas, 8 al 12 de septiembre.
- 12° CIN (1997): Berlín, septiembre de 1997.[10]
- 13º CIN (2003): Madrid, 15 al 19 de septiembre.
- 14° CIN (2009): Glasgow, 31 de agosto al 4 de septiembre.[11]
- 15° CIN (2015): Taormina, Sicilia, 21 al 25 de septiembre.
- 16° CIN (2022): aprobado en Varsovia, del 11 al 16 de septiembre.[12]
- 17° CIN (2027): propuesto en Melbourne, Australia, septiembre.

## Ediciones dela Encuesta de Investigación Numismática
- Un estudio sobre investigaciones numismáticas, 1960-1965 (Copenhague, 1965).[13]
- Una encuesta sobre investigaciones numismáticas, 1966-1971 (Nueva York, 1973).[14]
- Un estudio sobre la investigación numismática, 1972-1977 (Berna, 1979).[15]
- Una encuesta sobre investigaciones numismáticas, 1978-1984 (Londres, 1986).[16]
- Estudio de la investigación numismática, 1985-1990 (Bruselas, 1991).[17]
- Un estudio sobre la investigación numismática, 1990-1995 (Berlín, 1997).[18]
- Un estudio de investigaciones numismáticas, 1996-2003 (Madrid, 2003).[19]
- Una encuesta sobre investigación numismática, 2002-2007 (Glasgow, 2009). Texto en línea Arquivado    [20]
- Una encuesta sobre investigaciones numismáticas, 2008-2013 (Roma, 2015).  [21]

## Medallas del congreso
También se emite una medalla conmemorativa en cada edición del congreso. Estos son algunos de los más destacados:
- La del CIN de París de 1900 fue diseñada por el pintor, escultor, grabador y medallista francés Daniel Dupuis ( 1849-1899 ), autor de los diseños de diversos billetes y monedas de Francia e Indochina francesa, así como de la medalla conmemorativa de la Exposición Universal de París de 1889.[22][23]
- La medalla CIN de Bruselas de 1910 está dedicada al numismático Ernest Babelon, cuyo busto aparece en el anverso, diseñado por Devreese, mientras que el reverso fue obra de Rudolf Bosselt.[24]
- La medalla conmemorativa del CIN de Londres de 1986, diseñada por Robert Elderton, conmemoró simultáneamente el 150 aniversario de la fundación de la Royal Numismatic Society.[25]
- La medalla de 2015 (Taormina, Sicilia) fue un encargo de los diseñadores Picchiani & Barlacchi en colaboración con la Associazione Italiana Arte della Medaglia . El diseño de la medalla condensa 25 siglos de tradición numismática siciliana.[26]